# Чарівна країна
«Чарівна країна» (англ. Finding Neverland) — біографічна драма режисера Марка Форстера про творця Пітера Пена Джеймса Баррі.

## Зміст
На початку фільму ми бачимо, як на сцені ставиться п'єса Джеймса Баррі, яка з тріском провалюється. Відносини з дружиною після цього у Баррі псуються, проте  вони обоє намагаються це приховати. Гуляючи одного разу по парку, Джеймс знайомиться з родиною Девіс: Сільвією та її чотирма дітьми. Найпомітнішим для Джеймса став третій за віком син Сільвії Пітер, який після смерті батька мріяв швидше вирости, бо думав, що дорослим легше перенести біль втрати. Джеймс зближується з хлопчиками і їх матір'ю, Пітер же всіляко намагається віддалитися від нього, тому що думає, що Джеймс хоче замінити їм батька, проте незабаром вони стають хорошими друзями. Дружба з Девісом відбилася на творчості Баррі, він починає писати нову п'єсу, яку назвав «Пітер Пен». Спочатку режисер-постановник і актори назвали п'єсу «просто кошмарною», однак відмовитися не змогли, оскільки їх переконала впевненість Баррі в майбутньому успіху.
Несподівано захворює Сільвія, вона починає моторошно кашляти й слабшає з кожним днем, але здавати аналізи відмовляється. Зрештою, лише коли її старший син пошкодив руку він зажадав, щоб вона пішла  до лікаря, або хлопець не дасть оглянути себе, Сільвія дізнається, що смертельно хвора. На прем'єру «Пітера Пена» пішов тільки Пітер, інші залишилися вдома. Мати Сільвії, що не переносила Джеймса, вже готова була визнати, що помилялася в ньому, якщо він прийде провідати Сільвію, але за її словами «після приголомшливої прем'єри навряд чи ти будеш йому потрібна, Сільвіє». Однак вона помилилася, Джеймс не тільки прийшов до хворої, а й влаштував в її будинку маленьку постановку «Пітера Пена». Побачивши Чарівну країну (Джеймс називав загробний світ саме Чарівною країною), Сільвія навіть розцвіла і нам показують, як вона в красивій сукні крокує по зеленій галявині тієї самої чарівної країни...

## У ролях
| Актор            | Роль                  |
| ---------------- | --------------------- |
| Джонні Депп      | Джеймс Метью Баррі    |
| Кейт Вінслет     | Сільвія Левелін-Девіс |
| Дастін Гофман    | Чарльз Фроман         |
| Джулі Крісті     | місіс Емма дю Мор'є   |
| Рада Мітчелл     | Мері Анселлом Баррі   |
| Фреді Гаймор     | Пітер Левелін-Девіс   |
| Нік Рауд         | Джордж Левелін-Девіс  |
| Джо Просперо     | Джек Левелін-Девіс    |
| Ян Харт          | Артур Конан Дойл      |
| Келлі Макдональд | Пітер Пен             |
| Тобі Джонс       | містер Смі            |

## Знімальна група
- Режисер — Марк Форстер
- Сценарист — Трейсі Бекер, Аллан Ні
- Продюсер — Неллі Беллфлауер, Річард Н. Гладштейн, Трейсі Бекер
- Композитор — Ян Качмарек